# Carlo Rustichelli
Pour les articles homonymes, voir Rustichelli.
Carlo Rustichelli est un compositeur italien, né le 24 décembre 1916 près de Modène, mort le 13 novembre 2004.

## Biographie
Carlo Rustichelli étudie le piano et la composition à l'Accademia Filarmonica de Bologne, puis au Conservatoire Sainte-Cécile de Rome.
Il commence à travailler pour l'opéra et le théâtre, puis pour le cinéma en 1939. Cette activité ne devient son centre d'intérêt principal qu'à la fin des années 1940, quand le réalisateur Pietro Germi le choisit pour la majorité de ses films. Il est dès lors considéré comme une intarissable source de musiques, ayant composé près de 400 musiques de films.
À la fin de sa vie, il est une figure importante de la vie musicale de son pays. Il a composé pour des réalisateurs comme Billy Wilder (Avanti!), Pier Paolo Pasolini (Mamma Roma) et Mario Bava (Le Corps et le Fouet), dans tous les genres : péplums, westerns spaghetti, comédies…

## Filmographie

### Années 1930 et 1940
- 1939 : Papà per una notte (it) de Mario Bonnard
- 1944 : Gran premio de Giuseppe Musso et Umberto Scarpelli
- 1947 : Jeunesse perdue (Gioventù perduta) de Pietro Germi
- 1949 : Totò cherche un appartement (Totò cerca casa) de Mario Monicelli et Steno
- 1949 : Giuliano, bandit sicilien (I fuorilegge) d'Aldo Vergano
- 1949 : Au nom de la loi (In nome della legge) de Pietro Germi

### Années 1950
- 1950 : Le Prince pirate (Il leone di Amalfi) de Pietro Francisci
- 1950 : La Ceinture de chasteté (La cintura di castità) de Camillo Mastrocinque
- 1950 : Police en alerte (I falsari) de Franco Rossi
- 1950 : Brigade volante (Il bivio) de Fernando Cerchio
- 1950 : Cœurs sans frontières (Cuori senza frontiere) de Luigi Zampa
- 1950 : Barriera a settentrione de Luis Trenker
- 1950 : Le Chemin de l'espérance (Il cammino della speranza) de Pietro Germi
- 1951 : Les Volets clos (Persiane chiuse) de Luigi Comencini
- 1951 : La vendetta del corsaro de Primo Zeglio
- 1951 : Acte d'accusation (Atto di accusa) de Giacomo Gentilomo
- 1951 : Traqué dans la ville (La città si difende) de Pietro Germi
- 1952 : Totò et les femmes (Totò e le donne) de Mario Monicelli et Steno
- 1952 : La leggenda del Piave de Riccardo Freda
- 1952 : La Fille du diable (La figlia del diavolo) de Primo Zeglio
- 1952 : Prisonnière des ténèbres (La cieca di Sorrento)
- 1952 : Chansons du demi-siècle de Domenico Paolella
- 1952 : La Tanière des brigands (Il brigante di Tacca del Lupo) de Pietro Germi
- 1952 : Mademoiselle la Présidente (La presidentessa) de Pietro Germi
- 1952 : L'Ennemie (La nemica) de Giorgio Bianchi
- 1953 : Marquée par le destin (Ti ho sempre amato!) de Mario Costa
- 1953 : Pitié pour celle qui tombe de Mario Costa
- 1953 : Jalousie (Gelosia) de Pietro Germi
- 1953 : Une fille formidable (Ci troviamo in galleria) de Mauro Bolognini
- 1953 : C'era una volta Angelo Musco (it) de Giorgio Walter Chili
- 1953 : Le Capitaine fantastique (Capitan Fantasma) de Primo Zeglio
- 1953 : Pardonne-moi (Perdonami!) de Mario Costa
- 1953 : La Prisonnière de la tour de feu (Prigioniera della torre di fuoco) de Giorgio Walter Chili
- 1953 : Black 13 (en) de Ken Hughes
- 1954 : Ridere! Ridere! Ridere! d'Edoardo Anton
- 1954 : L'Ombre (L'ombra) de Giorgio Bianchi
- 1954 : Hanno rubato un tram de Mario Bonnard et Aldo Fabrizi
- 1954 : Gran varietà de Domenico Paolella
- 1954 : Amours d'une moitié de siècle (Amori di mezzo secolo)
- 1955 : La Veine d'or (La vena d'oro) de Mauro Bolognini
- 1955 : Les Compères (I due compari) de Carlo Borghesio
- 1955 : La Mère et l'Enfant (it) (Disperato addio) de Lionello De Felice
- 1955 : Le Trésor de Rommel (Il tesoro di Rommel) de Romolo Marcellini
- 1955 : Les Amoureux (Gli innamorati) de Mauro Bolognini
- 1955 : Prisonniers du mal (Prigionieri del male) de Mario Costa
- 1956 : Serenata al vento de Luigi Latini de Marchi
- 1956 : Peccato di castità (it) de Gianni Franciolini
- 1956 : Guardia, guardia scelta, brigadiere e maresciallo de Mauro Bolognini
- 1956 : Le Disque rouge (Il ferroviere) de Pietro Germi
- 1957 : Marisa (Marisa la civetta) de Mauro Bolognini
- 1957 : Lazzarella de Carlo Ludovico Bragaglia
- 1957 : L'uomo dai calzoni corti de Glauco Pellegrini
- 1957 : Pères et fils (Padri e figli) de Mario Monicelli
- 1958 : Valeria ragazza poco seria de Guido Malatesta
- 1958 : L'Homme de paille (L'uomo di paglia) de Pietro Germi
- 1958 : Je ne suis plus une enfant (Non sono più guaglione) de Domenico Paolella
- 1958 : Mon gosse (Totò e Marcellino) d'Antonio Musu
- 1958 : Le danger vient de l'espace (La morte viene dallo spazio) de Paolo Heusch
- 1958 : La mina de Giuseppe Bennati
- 1959 : L'Aigle noir (Il vendicatore) de William Dieterle
- 1959 : Esterina de Carlo Lizzani
- 1959 : Femmes du bout du monde (Le orientali) de Romolo Marcellini
- 1959 : Kapò de Gillo Pontecorvo
- 1959 : Un homme facile (Un uomo facile) de Paolo Heusch
- 1959 : Débrouillez-vous ! (Arrangiatevi) de Mauro Bolognini
- 1959 : Les Noces vénitiennes (La prima notte) d'Alberto Cavalcanti
- 1959 : Seule contre les Borgia (Caterina Sforza, la leonessa di Romagna) de Giorgio Walter Chili
- 1959 : Le Secret du chevalier d'Éon de Jacqueline Audry
- 1959 : Meurtre à l'italienne (Un maledetto imbroglio) de Pietro Germi
- 1959 : Hannibal (Annibale) de Carlo Ludovico Bragaglia et Edgar George Ulmer

### Années 1960
- 1960 : Le olimpiadi dei mariti de Giorgio Bianchi
- 1960 : Il était trois flibustiers (I moschettieri del mare) de Steno
- 1960 : La Longue Nuit de 43 (La lunga notte del '43) de Florestano Vancini
- 1960 : Le Lit pour trois (Letto a tre piazze) de Steno
- 1960 : Le chat miaulera trois fois (A noi piace freddo...!) de Steno
- 1960 : Nous sommes deux évadés (Noi siamo due evasi) de Giorgio Simonelli
- 1960 : Dans les griffes des Borgia (La notte del grande assalto) de Giuseppe Maria Scotese
- 1960 : L'Inassouvie (Un amore a Roma) de Dino Risi
- 1960 : Thésée et le Minotaure (Teseo contro il minotauro) de Silvio Amadio
- 1960 : Le Géant de Thessalie (I giganti della Tessaglia) de Riccardo Freda
- 1960 : Femmine di lusso (it) de Giorgio Bianchi
- 1961 : Venere creola de Lorenzo Ricciardi
- 1961 : C'est parti, mon kiki (Psycosissimo) de Steno
- 1961 : Macaronis dans le désert (Pastasciutta nel deserto) de Carlo Ludovico Bragaglia
- 1961 : Jour après jour (Giorno per giorno, disperatamente) d'Alfredo Giannetti
- 1961 : Le Carabinier à cheval (Il carabiniere a cavallo) de Carlo Lizzani
- 1961 : La Reine des pirates (La Venere dei pirati) de Mario Costa
- 1961 : L'Atlantide d'Edgar George Ulmer et Giuseppe Masini
- 1961 : Le Voleur de Bagdad (Il ladro di Bagdad) d'Arthur Lubin
- 1961 : Les partisans attaquent à l'aube (Un giorno da leoni) de Nanni Loy
- 1961 : Néfertiti, reine du Nil (Nefertiti, regina del Nilo) de Fernando Cerchio
- 1961 : L'Enlèvement des Sabines (Il ratto delle sabine) de Richard Pottier
- 1961 : Gordon, le chevalier des mers (Gordon, il pirata nero) de Mario Costa
- 1961 : Divorce à l'italienne (Divorzio all'italiana) de Pietro Germi
- 1962 : La Peau à vif (Pelle viva) de Giuseppe Fina
- 1962 : Le Commissaire (Il commissario) de Luigi Comencini
- 1962 : Agostino de Mauro Bolognini
- 1962 : Les Titans (Arrivano i titani) de Duccio Tessari
- 1962 : Le Glaive du conquérant (Rosmunda e Alboino) de Carlo Campogalliani
- 1962 : La Beauté d'Hippolyte (La bellezza di Ippolita) de Giancarlo Zagni
- 1962 : Les Dernières Aventures de Fra Diavolo (I tromboni di Fra' Diavolo) de Giorgio Simonelli
- 1962 : La Bataille de Naples (Le quattro giornate di Napoli) de Nanni Loy
- 1962 : L'Île des amours interdites (L'isola di Arturo) de Damiano Damiani
- 1962 : Le Secret de d'Artagnan (Il colpo segreto di d'Artagnan) de Siro Marcellini
- 1963 : Les Derniers (Gli ultimi) de Vito Pandolfi (it)
- 1963 : Totò et Cléopâtre de Fernando Cerchio
- 1963 : Viol à l'italienne de Marcello Andrei
- 1963 : La ragazza (La ragazza di Bube) de Luigi Comencini
- 1963 : La Mer à boire (Mare matto) de Renato Castellani
- 1963 : La mano sul fucile de Luigi Turolla
- 1963 : Le Lion de Saint-Marc (Il leone di San Marco) de Luigi Capuano
- 1963 : Hercule contre Moloch (Ercole contro Molock) de Giorgio Ferroni
- 1963 : La Vie ardente (La calda vita) de Florestano Vancini
- 1963 : Le Bourreau de Venise (Il boia di Venezia) de Luigi Capuano
- 1963 : Adultero lui, adultera lei de Raffaello Matarazzo
- 1963 : Rogopag (Ro.Go.Pa.G.) de Roberto Rossellini, Jean-Luc Godard, Pier Paolo Pasolini et Ugo Gregoretti
- 1963 : Le Tigre des mers (La tigre dei sette mari) de Luigi Capuano
- 1963 : Défi à Gibraltar (Finché dura la tempesta) de Charles Frend et Bruno Vailati
- 1963 : Le Corps et le Fouet (La frusta e il corpo) de Mario Bava
- 1963 : Les filous font la loi (Gli imbroglioni) de Lucio Fulci
- 1963 : Les Camarades (I compagni) de Mario Monicelli
- 1963 : Follie d'estate (it) de Carlo Infascelli et Edoardo Anton
- 1964 : Maciste et les Filles de la vallée (La valle dell'eco tonante) de Tanio Boccia
- 1964 : Pour trois nuits d'amour (Tre notti d'amore) de Renato Castellani, Luigi Comencini et Franco Rossi
- 1964 : Totò contre le pirate noir de Fernando Cerchio
- 1964 : Deux Corniauds en chasse de Giorgio Bianchi
- 1964 : La Femme, quelle chose merveilleuse ! (La donna è una cosa meravigliosa) de Mauro Bolognini
- 1964 : I promessi sposi (it) de Mario Maffei
- 1964 : Le Brigand de la steppe (I predoni della steppa) d'Amerigo Anton
- 1964 : La Sorcière sanglante (I lunghi capelli della morte) d'Antonio Margheriti
- 1964 : Les Géants de Rome (I giganti di Roma) d'Antonio Margheriti
- 1964 : El Kebir, fils de Cléopâtre (Il figlio di Cleopatra) de Ferdinando Baldi
- 1964 : Le Vainqueur du désert (Il dominatore del deserto) de Tanio Boccia
- 1964 : Les Cavaliers de la terreur (Il terrore dei mantelli rossi) de Mario Costa
- 1964 : Séduite et Abandonnée (Sedotta e abbandonata) de Pietro Germi
- 1964 : Le Trésor des tsars (Maciste alla corte dello zar) de Tanio Boccia
- 1964 : Six Femmes pour l'assassin (Sei donne per l'assassino) de Mario Bava
- 1964 : Les Maniaques (I maniaci) de Lucio Fulci
- 1964 : Sept contre la mort (Sette contro la morte) d'Edgar George Ulmer et Paolo Bianchini
- 1964 : Les Bandits (Llanto por un bandito) de Carlos Saura
- 1964 : Le Trésor de Malaisie (Sandokan alla riscossa) de Luigi Capuano
- 1964 : L'Évangile selon saint Matthieu (Il Vangelo secondo Matteo) de Pier Paolo Pasolini
- 1964 : La Terreur des gladiateurs (Coriolano, eroe senza patria) de Giorgio Ferroni
- 1964 : Le Léopard de la jungle noire (Sandokan contro il leopardo di Sarawak) de Luigi Capuano
- 1964 : Genoveffa di Brabante de José Luis Monter
- 1964 : La donna è una cosa meravigliosa de Mauro Bolognini
- 1965 : Les Saisons de notre amour (Le stagioni del nostro amore)
- 1965 : Libido
- 1965 : Letti sbagliati
- 1965 : L'antimiracolo
- 1965 : Buffalo Bill, le héros du Far-West (Buffalo Bill, l'eroe del far west)
- 1965 : Les Repaires de la jungle noire (I misteri della giungla nera)
- 1965 : Le Flibustier des Caraïbes (L'avventuriero della tortuga) de Luigi Capuano
- 1965 : À l'italienne (Made in Italy)
- 1966 : Rapt à Damas (Delitto quasi perfetto) de Mario Camerini
- 1966 : Moi, moi, moi et les autres (Io, io, io... e gli altri)
- 1966 : On a volé la Joconde (Il ladro della Gioconda)
- 1966 : Ces messieurs dames (Signore & signori)
- 1966 : L'Armée Brancaleone (L'armata Brancaleone)
- 1966 : Opération peur (Operazione paura)
- 1967 : I sette fratelli Cervi
- 1967 : Sous la loi de Django (La grande notte di Ringo)
- 1967 : Les Deux Flics (I due vigili)
- 1967 : Ringo contre Jerry Colt (Uccidi o muori)
- 1967 : Beaucoup trop pour un seul homme (L'immorale)
- 1967 : Le Gros Coup du caméléon (Colpo doppio del camaleonte d'oro)
- 1967 : Jeux d'adultes (Il padre di famiglia) de Nanni Loy
- 1968 : La Partenaire (Violenza al sole) de Florestano Vancini
- 1968 : Aujourd'hui ma peau, demain la tienne (I tre che sconvolsero il West - vado, vedo e sparo)
- 1968 : Le Cascadeur (Stuntman)
- 1968 : Échec international (Scacco internazionale)
- 1968 : Satyricon de Gian Luigi Polidoro
- 1968 : Il ragazzo che sorride
- 1968 : Deux Pistolets pour un lâche (Il pistolero segnato da Dio) de Giorgio Ferroni
- 1968 : Pas de diamants pour Ursula (I diamanti che nessuno voleva rubare) de Gino Mangini
- 1968 : Mes ennemis, je m'en garde ! (Dai nemici mi guardo io!)
- 1968 : Pour une poignée de diamants (Cin... cin... cianuro)
- 1968 : Un train pour Durango (Un treno per Durango)
- 1968 : Évasion sur commande (The Secret War of Harry Frigg)
- 1968 : Une minute pour prier, une seconde pour mourir (Un minuto per pregare, un instante per morire)
- 1968 : Chacun pour soi (Ognuno per sé) de Giorgio Capitani
- 1968 : L'Homme, l'orgueil et la vengeance (L'uomo, l'orgoglio, la vendetta)
- 1968 : Une veuve dans le vent (Meglio vedova) de Duccio Tessari
- 1968 : Sette uomini e un cervello
- 1968 : Le Bâtard (I bastardi) de Duccio Tessari
- 1968 : Les Quatre de l'Ave Maria (I quattro dell'Ave Maria)
- 1968 : L'Odyssée (L'Odissea) de Franco Rossi (télévision nationale italienne)
- 1969 : Il terribile ispettore
- 1969 : Gli infermieri della mutua
- 1969 : La Bataille d'El Alamein (La battaglia di El Alamein) de Giorgio Ferroni
- 1969 : Les héros ne meurent jamais (Probabilità zero) de Maurizio Lucidi
- 1969 : Le Canon de la dernière chance (Porta del cannone)
- 1969 : Serafino ou L'amour aux champs (Serafino)
- 1969 : Douze et un (12 + 1)
- 1969 : Certes, certainement (Certo, certissimo, anzi... probabile)
- 1969 : La Colline des bottes (La collina degli stivali)

### Années 1970
- 1970 : Satiricosissimo
- 1970 : Rosolino Paternò, soldato...
- 1970 : Le castagne sono buone
- 1970 : Brancaleone alle crociate
- 1970 : I giovedi della signora Giulia
- 1970 : C'est la loi des siciliens (E venne il giorno dei limoni neri)
- 1970 : Vierges pour Satana (Una spada per Brando) d'Alfio Caltabiano
- 1970 : Ma chi t'ha dato la patente?
- 1970 : Nini Tirebouchon (Ninì Tirabusciò: la donna che inventò la mossa)
- 1971 : Sergent Klems (Il sergente Klems)
- 1971 : Detenuto in attesa di giudizio
- 1971 : Bubù
- 1971 : La Betìa ovvero in amore, per ogni gaudenza, ci vuole sofferenza
- 1971 : Deux Corniauds au régiment (Armiamoci e partite!)
- 1971 : Chaco
- 1971 : Er più: storia d'amore e di coltello
- 1971 : Au nom du peuple italien (In nome del popolo italiano)
- 1972 : Causa di divorzio
- 1972 : Boccace raconte (Boccaccio)
- 1972 : Alfredo, Alfredo
- 1972 : Don Camillo et les Contestataires (Don Camillo e i giovani d'oggi)
- 1972 : L'Appel de la forêt (The Call of the Wild)
- 1973 : Nous voulons les colonels (Vogliamo i colonnelli)
- 1973 : Rapt à l'italienne (Mordi e fuggi)
- 1973 : Il figlioccio del padrino
- 1973 : Bella, ricca, lieve difetto fisico cerca anima gemella
- 1973 : La Guerre des gangs (Milano rovente)
- 1973 : L'Emprise de la main noire (La mano nera)
- 1973 : Les Rangers défient les karatékas (Tutti per uno... botte per tutti)
- 1973 : Croc-Blanc (Zanna Bianca)
- 1974 : Buck le Loup (Zanna Bianca alla riscossa)
- 1974 : Un uomo, una città
- 1974 : Bill Cormack le fédéré
- 1974 : Un vrai crime d'amour (Delitto d'amore) de Luigi Comencini
- 1974 : Vive nous (Abbasso tutti, viva noi)
- 1974 : Les Aventures incroyables d'Italiens en Russie (Невероятные приключения итальянцев в России)
- 1974 : Le Führer en folie
- 1974 : Permettez-moi, Madame, d'aimer votre fille (Permettete, signora, che ami vostra figlia)
- 1974 : Dix petits nègres (Ein Unbekannter rechnet ab)
- 1974 : L'emigrante
- 1974 : Le Retour de Croc-Blanc (Il ritorno di Zanna Bianca)
- 1975 : Il gatto mammone
- 1975 : Mes chers amis (Amici miei)
- 1976 : Le Tigre du ciel (Aces High)
- 1976 : Une femme à sa fenêtre
- 1977 : Le Gang
- 1977 : L'Homme pressé
- 1978 : Safari Rally (6000 km di paura)
- 1978 : Le beaujolais nouveau est arrivé
- 1978 : Zio Adolfo, in arte Führer
- 1979 : Meurtre sur le Tibre (Assassinio sul Tevere)

### Années 1980 et 1990
- 1982 : Testa o croce de Nanni Loy
- 1982 : Amici miei atto II
- 1983 : Le Pétomane (Il petomane)
- 1983 : L'Épée de feu (Il trono di fuoco)
- 1984 : Ator l'invincibile 2
- 1985 : La donna delle meraviglie
- 1985 : Amici miei atto III
- 1986 : La Neve nel bicchiere (TV)
- 1991 : Per sempre
- 1997 : L'uomo dal sigaro in bocca